# オリンピックの東ティモール選手団
オリンピックの東ティモール選手団（オリンピックのひがしティモールせんしゅだん）は、2000年シドニーオリンピックで個人参加 (IOA) として初出場。2004年アテネオリンピックから東ティモール選手団として参加している。シドニーオリンピックで個人参加になったのは、インドネシア（国際法上はポルトガル）からの独立準備中だったことと、国内オリンピック委員会が設立されていなかったため。
2014年に行われたソチオリンピックで冬季オリンピックに初めて出場した。
なお、これまでにメダルを獲得した東ティモール選手はいない。
東ティモールの国内オリンピック委員会は2003年設立。同年、国際オリンピック委員会に承認された。

## メダル獲得数一覧

### 夏季オリンピック
| 大会名                | 金 | 銀 | 銅 | 計 |
| 2000 シドニー         | 0  | 0  | 0  | 0  |
| 2004 アテネ           | 0  | 0  | 0  | 0  |
| 2008 北京             | 0  | 0  | 0  | 0  |
| 2012 ロンドン         | 0  | 0  | 0  | 0  |
| 2016 リオデジャネイロ | 0  | 0  | 0  | 0  |
| 2020 東京             | 0  | 0  | 0  | 0  |
| 2024 パリ             | 0  | 0  | 0  | 0  |
| 合計                  | 0  | 0  | 0  | 0  |

### 冬季オリンピック
| 大会名    | 金 | 銀 | 銅 | 計 |
| 2014 ソチ | 0  | 0  | 0  | 0  |
| 2018 平昌 | 0  | 0  | 0  | 0  |
| 2022 北京 | 0  | 0  | 0  | 0  |
| 合計      | 0  | 0  | 0  | 0  |